# زیردریایی یو-۷۳۷
زیردریایی یو-۷۳۷ (به انگلیسی: German submarine U-737) یک زیردریایی بود که طول آن ۶۷٫۱ متر (۲۲۰ فوت ۲ اینچ) بود. این زیردریایی در سال ۱۹۴۳ ساخته شد.